# Grafik (teknik)
 For alternative betydninger, se Grafik. (Se også artikler, som begynder med Grafik)
Grafik er en fællesbetegnelse for alle reproduktionsmåder af skrift og tegning. Grafik betegner både trykketeknikken, det grafiske blad og trykt kunst generelt. Ordet grafik kommer fra græsk graphia (tegning eller skrivning).

## Dybtryk
Dybtryk er en grafisk teknik. Ved dybtryk bliver en trykplade eller stok bearbejdet, så tryksværte opsamles nede i fordybningerne i plade eller stok, mens resten bliver aftørret. Til dybtryk hører koldnålsradering, ætsning, kobberstik, fotogravure m.m. (linoleumssnit og træsnit hører til højtryk og litografi til plantryk).
- Koldnålsradering udføres med en koldnål, der er meget hård i spidsen. (Den må ikke forveksles med en radérnål, der bruges til at blotlægge metallet på den grundede plade (se ætsning)). Grafikeren ridser streger ind i en metalplade (ofte kobber eller zink), som giver grundlag for opsamling af indsmurt tryksværte eller kobbertrykfarve. Nålen efterlader en grat – en slags fure – som kan variere i grovhed og give forskelligt udtryk i det endelige tryk. At nålen kaldes kold henviser til, at der ved andre teknikker som ætsninger og kobberstik anvendes en varm nål.
- Kobberstik er en dybtryk-teknik. Til kobberstik anvendes en stikkel til at gravere et motiv direkte i en kobberplade. Teknikken er mekanisk og giver et mere klart og køligt udtryk end en koldnålsradering. Det skyldes, at metallet skæres op, så der ikke opstår grater.
- Mezzotinte – ved brug af vuggestål "skraveres" eller "prikkes" en plade til en nopret overflade. Med glattestålet udglattes de partier, der skal fremstå hvide eller uden farve. Effekten er som et "negativ".
- Punktstik

- Ætsning bruges til bearbejdning af metalplader. Afdækkes pladen med syrebestandigt materiale, kan et motiv fremstå, idet syre vil ætse det ikke afdækkede område, når pladen lægges i syrebad. Syrebestandigt materiale kan fx være hårdgrund som voks, som giver en stødfast flade at arbejde i, eller blødgrund, som er modtagelig for reliefaftryk. Det vil sige, at et andet materiale med en ønsket struktur presses mod blødgrunden på pladen og derved aftegner et relief af denne struktur, som kan ætses.

- - Ved aquatinte-ætsning dækkes hele pladen af bittesmå harpikskorn, som smeltes fast til pladen og nu bruges som grundlag for områder, der skal ætses. Derved kan de ætsede områder aftørres for tryksværte uden at blive helt hvide – aquatintekornene har sørget for en grund, som kan sammenlignes med raster, som vi kender fra billeder i aviser. På den måde kan motivet tilføres "gråtoner" på flader. Jo længere tids ætsning, des mere farvemættet vil et område blive.

- - Ved stregætsning afdækkes et større område på pladen med syrebestandigt materiale [ætsegrund – kan være lak, asfalt eller voks], hvorefter den ønskede streg ridses ned i grunden, så metallet blotlægges, så syren kun ætser netop her.
  - Fladbid er en betegnelse, der bruges om et område på kobberpladen, der er ætset dybt. Det ætsede område aftørres helt eller delvis under indfarvningen, mens kanterne kan holde på farven. Fladbid bruges enten bevidst eller opstår utilsigtet som resultat af en sammenbrudt fernis eller aquatinte.

- - Sukkeraquatinte involverer sukkerløft. Sukkerløft er en teknik, hvor man maler sit motiv på en ren kobberplade med en særlig farve, der engang indeholdt sukker, dernæst tildækker hele pladen med fernis, overhælder pladen med varmt vand, så sukkerfarven løfter grunden af. Det gør, at kobberet er blotlagt netop dér, hvor der er malet i første omgang. Aquatinteteknikken giver sukkeraquatinte.

- Fotogravure er betegnelsen på en dybtrykteknik, der fotografisk kan overføre et motiv til en plade, der trykkes på samme måde som raderinger.

Der er to typer.
- Ved den oprindelige bruges kobber, som påføres en lysfølsom gelatine, der belyses gennem den film, der bærer motivet. Dernæst ætses pladen.

- Ved den nyere teknik benyttes fotopolymer. Et særligt plastisk materiale, fotopolymer, er vandopløseligt, inden det er blevet hærdet ved belysning med en bestemt bølgelængde. Denne del minder om serigrafi. Når filmen med motivet er blevet lyst over på pladen, hvor filmens korn har kastet skygger ned i pladen, vaskes det polymer af, som "lå i skygge". I pladen findes nu motivet som små kratere, der kan holde på farven ved indfarvning. Efter tykning ligger farven ligesom i små bunker på papiret og variationen i tætheden giver variationen i gråtoner. Farvefotogravure er en videreførelse, hvor der trykkes med flere farver som i moderne offsettryk, nemlig én farve pr. trykgang med hver sin plade.

- Sprøjtegrund

- Lavendelolieteknik

## Højtryk
Ved højtryk bearbejdes trykplade eller stok, så der kan skæres områder væk, som skal fremstå hvide i det endelige tryk. Selve motivet står tilbage i pladen og kan nu valses over med sværte, som så trykkes eller gnides mod papiret. Under højtryk regner man træsnit, linoleumssnit og xylografi, mens koldnålsradering og ætsning hører til under dybtryk.
- Træsnit
- Linoleumssnit
- Xylografi
- Kartoffeltryk og andre stempler
- Bogtryk
- Folietryk
- Letterset
- Flexografi
- Frotage

## Plantryk
Plantryk eller fladtryk er en grafisk teknik. Trykformens trykgivende partier og ikke-trykgivende partier har niveaumæssigt samme højde. Processen for hvorledes denne skabes varierer. Under trykningen benyttes der ofte vand til at dække og rense de områder der ikke skal bære farve. Da trykbilledet på formen er olie baseret vil vandet sky dette. Trykfarven vil til gengæld når den påføres lægge sig på trykbilledet, men sky de områder der er dækket af vand. Industrimaskinernes opbygning varierer alt efter trykemnet, men generelt fungerer selve trykværket efter samme princip – med mulighed for at justere den vand- og farvemængde, der påføres. Til at overføre trykbilledet fra formen til papiret benyttes ofte en cylinder overtrukket med gummidug. Derved mindskes overførsel af vand til papiret, og man får en bredere overførsel/indtrykning af farven på forskellige papirkvaliteter. Ofte er flere trykværker forbundet. Det gør det muligt at trykke flere farver eller eventuelt på begge sider af papiret.
- Litografi/Stentryk benytter en finkornet sten, hvorpå trykbilledet tegnes med en oliebaseret pen eller lignende.
- Arkoffset bruger en aluminiumsplade (offsetplade) som base for trykbilledet. Disse er lysfølsomme. Ved at belyse og efterfølgende fremkalde den – skabes trykbilledet på offsetpladen. I de såkaldte DI-maskiner foregår belysning og fremkalder processen direkte i trykmaskinen.
- Offsetrotation har en trykproces der er meget lig den i arkoffset med den forskel at der her trykkes på papir fra ruller. Efter tryk limes, hæftes og falses papiret ofte i maskinen. Rotationsmaskiner kan være meget store med plads til flere hundrede offset plader.
- Tøroffset trykker uden brug af vand ved bl.a. at benytte en offsetplade belagt med et silikonelag.
- Bliktryk

## Digitaltryk
Digitaltryk benytter ikke en fast trykform, derimod dannes trykbilledet på baggrund af et digitalt input som sendes direkte til printeren/maskinen, derfor kan trykbilledet ændres efter hvert tryk uden stop.
- Elektrofotografi metoden benyttes i fotokopimaskiner, laserprint og industrielle trykmaskiner og bygger på brugen af en OPC (Optical Photo Conductor) som base for trykbilledet. Hele OPCen oplades først med en elektrostatisk ladning, hvorefter bliver de ikke farve bærende områder belyst. De mister ved belysningen deres ladning og OPCen vil kun tiltrække toner de steder på OPCen stadig er opladet. I de digital maskiner kommer lyset typisk fra en laser, denne rammer et bevægeligt spejl som "fejer" lyset over OPC'en imens laseren tændes og slukkes. Ved en anden meget brugt metode benyttes en LEDbar, som er en række dioder, der sidder i hele OPC'ens bredde. Toneren findes både i flydende og pulverform og giver mulighed for at trykke i flere farver. Ved brug at pulvertoner opvarmes de efter overførsel til papiret for at sikre vedhæftning.
- Inkjet
- Termotryk
- Plot

## Skabelontryk
- Skabelontryk/Staffagetryk er den ældste form for gennemtryk. Farven duppes gennem en skabelon lavet af papir eller lignende.
- Silketryk/serigrafi er en trykmetode, hvor en silke- eller polyesterdug spændes stramt om en ramme. På dugen afdækkes de områder som ikke skal have farve i det endelige tryk – derfor kaldes det en negativ metode. Dugen kan afdækkes med en filler, som er en slags lak- eller limopløsning, der ikke kan opløses af trykfarven. Man kan også afdække med en skabelon af klæbende plast, hvilket dog giver et mere uensartet resultat, ligesom der ikke kan trykkes så mange gange med samme skabelon. Til silketryk bruges en rakel; et værktøj med plastikkant, som nærmest svabrer farven gennem dugens mange små huller.

## Andre fremgangsmåder
- Monotypi betyder enkelttryk, og der er aldrig tale om oplagstryk. Princippet kendes især fra kobbertryk med en blankpoleret plade til at tegne/male på. Den køres på almindelig vis gennem dybtrykpressen med papir, så farven overføres til papiret. Det er reelt et plantryk. Det interessante er, at der vil være farverester tilbage på pladen efter trykning, som kan udnyttes til det næste tryk ved simpelthen at male videre ovenpå. De partier, der trykkes for anden gang, vil fremstå meget svagere, mens det nyfarvede vil fremstå med fuld styrke. Monotypi kan kombineres med dybtryk, så hvert tryk bliver forskelligt (Edgar Degas brugte teknikken). Eller det kan kombineres med afmaskning med papir eller papstykker.

- Frotage eller gnidetryk er den enkleste form for grafik. I princippet er det en form for højtryk. Læg et papir over en ujævn overflade og gnid med en flad blød farvestift henover. Gnidetryk bruges tit til et hurtigt prøvetryk af højtryk.

- Fotokopiering Ved fotokopiering anvendes en fotokopimaskine. Fra originalmateriale til kopi kunne der være tab af detaljer og gråtoner.

- Fax Faxen er principielt set også en grafisk kopieringsmetode. Faxen har enkelte gange været anvendt som kunstnerisk udtryksform, hvor grovheden og tilfældigheden udnyttes bevidst.

## Trykfarver
Hovedbestanddelene i trykfarver er farvestof, bindemiddel, mineralolie og opløsningsmiddel. Samt additiver.
- Farvestof har betydning for trykfarvens nuancer og lysægtehed. Dvs. hvor længe den kan beholde sin nuance. Farvestoffet til en sort farve kan være fx være sod. Til kulørte farver benyttes ofte kemiske pigmenter.
- Bindemiddel har til formål at holde farvens komponenter sammen. Bindemiddelet kan være mineralolie eller en af flere harpikstyper.
- Fortyndere bruges til regulering af farvens konsistens og forsvinder ved fordampning efter trykningen. Fordampning kan være en væsentlig del af trykfarvens tørrings proces ved trykning på materialer med lave eller ingen indsugningsevne.
- Additiver anvendes til at korrigere forskellige farveegenskaber som gnidefasthed.

Farver i praksis
- Staffagefarver/spotcolor blandes før tryk og ofte ud fra en standardiseret farvepalet med opskrift. Pantone© farver er et godt eksempel.
- Processfarver giver mulighed for at lave et tryk med langt flere nuancer, end det ellers er muligt. Når de transparente farver trykkes oven i hinanden, dannes nye farver. Man vil typisk benytte de transparente farver i produktioner der indeholder fotos eller andre grafiske elementer med mange nuancer. Farverne der benyttes er standardiserede. Det mest udbredte farvesæt indeholder fire ”grundfarver”: cyan, magenta, gul og sort – ofte kaldet cmyk (4-farvet tryk). Sættet giver mulighed for at gengive et stort antal nuancer, når der benyttes en trykform med raster. Andre farvesæt, fx hexacrome indeholder flere "grundfarver" og gør det muligt at gengive flere nuancer.

## Originalgrafik
Originalgrafik er et grafisk værk i kunstens verden, der nummereres, så det fremgår hvor mange eksemplarer, der er trykt [oplagets størrelse] og hvilket nummer i rækken, det er. Originaltryk skal bære en håndskreven signatur af kunstneren. "ET" for eget tryk betyder, at kunstneren selv har foretaget selve trykningen. I andre tilfælde har en trykker foretaget det mekaniske arbejde efter nøje samarbejde med kunstneren. Tryk, som indeholder disse håndskrevne oplysninger, kaldes originaltryk og opfattes som mere værd end samme tryk uden signatur og nummerering. For at undgå en ulovlig produktion, er det praksis at stokken/pladen ødelægges.
Ud over originaltryk omfatter et oplag af et grafisk værk ofte et antal signerede prøvetryk, som følge danske grafikere ikke bør overstige 10 % af det samlede oplag. Visse teknikker kræver flere prøvetryk. Fx er det let at se det endelige resultat ved litografi, hvorimod ætsninger kræver flere prøvetryk, før resultatet er tilfredsstillende. De fleste prøvetryk bliver makuleret.

## Reproduktion
Tekst mangler, hjælp os med at skrive teksten

## Non toxic printing
Non toxic printing er reaktionen på opdagelsen af, hvor sundhedsskadeligt det grafiske arbejde er. Den bygger hovedsagelig på vandopløselige stoffer og acryl- og polymersubstanser. De traditionelle grafiske metoder indeholder stoffer, som betragtes som sundhedsskadelige; syrer, lakker, blandinger af tjære og voks, organiske opløsningsmidler m.m. Pionererne inden for non toxic printing har bestræbt sig på at genskabe de traditionelle metoder, for stadig at nå samme udtryk i grafikken. Nye metoder er opstået, og det har ført til nye udtryk i den grafiske kunst.

## Montering
Når grafik skal monteres, er det vigtigt at anvende syrefrit karton og syrefri tape, da trykket ellers vil gulne og tage skade.